# Îles Infortunées
Les îles Infortunées (en espagnol Islas Infortunadas) sont le nom donné à deux atolls de l'océan Pacifique lors de la première circumnavigation par Fernand de Magellan en 1519-1522.
Comme la seule certitude concerne leur latitude, ces deux atolls devraient être :
- découverte le 24 janvier 1521, l'île San Pablo (Saint-Paul), très probablement l'atoll de Puka Puka, aux Tuamotu, sans doute le premier atoll du Pacifique à être découvert par les Européens. Selon une méthode très usitée par les premiers navigateurs européens, Magellan donne à Puka Puka le nom du saint du jour, San Pablo (saint Paul).
- découverte le 4 février 1521, l'île des Requins (en italien, isola de' tiburoni, puisqu'Antonio Pigafetta écrit sa relation dans cette langue, de l'espagnol tiburones, gros poisson, requin), qui pourrait être l'île du Millénaire, appartenant désormais aux Kiribati. Sinon, ce pourrait être Vostok, voire Flint, aujourd'hui toutes les deux également kiribariennes. L'île est ainsi appelée en raison de la pêche de nombreux requins autour de ses récifs externes.

Ces deux atolls portent ce nom, à l'opposé de celui des îles Fortunées (Canaries), en raison du fait qu'elles étaient décevantes (non habitées, pas d'eau).